# Lei Ling (Marvel Comics)
Lei Ling é é um super-heroína das histórias em quadrinhos publicadas pela Marvel Comics. Criada pelo roteirista Zhou Liefen e pelo desenhista Keng, a personagem apareceu pela primeira vez em Aero #1 (setembro de 2018). Lei Ling é uma super-heroína de origem chinesa. Ela é uma arquiteta que possui superpoderes baseados no ar ligados ao chi. Ela é conhecida pelo codinome Aero.

## História
Lei Ling era apenas uma arquiteta de sucesso, que um certo dia acorda e descobre que possui a capacidade de controlar correntes de ar, mas é forçada a fazer escolhas difíceis sobre seu próprio destino e futuro. Após anos se tornou uma agente do governo de residente de shanghai, que certo dia ultrapassou a sua jurisdição Indo para o norte do Pacífico, porque sentiu que havia algo de errado com o vento local, ela sem demora foi investigar, isso acabou em um confronto contra uma agente da Divisão Triumph chamada Wave,que também tinha notado um grave problema com a agua daquele local, Durante o confronto das duas, um redemoinho acabou se formando na frente delas, ambas ficaram muito intrigada de com aquilo aconteceu, enquanto Elas verificavam uma grande faixa de fogo subiu do oceano, eram  criaturas de fogos de Muspelheim que buscavam conquistar o local,Durante o ocorrido tanto Aero com Wave Tinham cido contactadas por seus superiores que outros locais também estavam sobre ataque dessas criaturas de fogo, no momento em que ambas buscam por uma resposta das criaturas de fogo uma deusa a chamada tulu pele acaba matando as tais criaturas.

## Poderes e Habilidades
Além de ser uma ótima combatente e conhecedora de artes marciais e grande habilidade em espionagem ela tem poderes de Aerocinese é poder e capacidade de controla,manipular e produzir vento, podendo criar redemoinhos,tornados e furações.